# Skuttunge distrikt
Skuttunge distrikt är ett distrikt i Uppsala kommun och Uppsala län. 
Distriktet ligger i nordvästra delen av kommunen. 

## Tidigare administrativ tillhörighet
Distriktet inrättades 2016 och utgörs av socknen Skuttunge i Uppsala kommun.
Området motsvarar den omfattning Skuttunge församling hade vid årsskiftet 1999/2000.